# Piedmont (Misuri)
Piedmont es una ciudad ubicada en el condado de Wayne en el estado estadounidense de Misuri. En el Censo de 2010 tenía una población de 1977 habitantes y una densidad poblacional de 356,53 personas por km².

## Geografía
Piedmont se encuentra ubicada en las coordenadas 37°9′1″N 90°41′45″O / 37.15028, -90.69583. Según la Oficina del Censo de los Estados Unidos, Piedmont tiene una superficie total de 5.55 km², de la cual 5.53 km² corresponden a tierra firme y (0.23%) 0.01 km² es agua.

## Demografía
Según el censo de 2010, había 1977 personas residiendo en Piedmont. La densidad de población era de 356,53 hab./km². De los 1977 habitantes, Piedmont estaba compuesto por el 96.46% blancos, el 0.51% eran afroamericanos, el 0.25% eran amerindios, el 0.96% eran asiáticos, el 0% eran isleños del Pacífico, el 0.76% eran de otras razas y el 1.06% pertenecían a dos o más razas. Del total de la población el 1.42% eran hispanos o latinos de cualquier raza.